# CERAA São Mateus
Clube Educativo e Recreativo Associação Atlética São Mateus – brazylijski klub piłkarski z siedzibą w mieście São Mateus leżącym w stanie Espírito Santo.

## Osiągnięcia
- Półfinał Copa Centro-Oeste: 2000
- Mistrz stanu Espírito Santo (Campeonato Capixaba: 2009
- Wicemistrz stanu Espírito Santo (Campeonato Capixaba) (4): 1994, 1997, 1998, 1999
- Mistrz drugiej ligi stanu Espírito Santo (Campeonato Capixaba da Segunda Divisão): 1987.
- Torneio Inicio: 2003.
- Torneio de Verão: 1975.
- Campeonato do Norte Capixaba (3): 1975, 1984, 1985
- Campeonato Estadual do Interior: 1976.
- Troféu Cinqüentenário de A Gazeta: 1978.
- Campeonato Estadual de Amadores (3): 1984, 1985 e 1986

## Historia
Klub założony został 13 grudnia 1963 roku pod nazwą Associação Atlética Paroquial, w 1971 roku zmienił nazwę na Associação Atlética Desportiva. Potem klub występował pod nazwą Associação Atlética São Mateus, następnie Centro Esportivo Recreativo Associação Atlética São Mateus i w końcu Clube Educativo e Recreativo Associação Atlética São Mateus. Klub gra obecnie w drugiej lidze stanowej (Campeonato Capixaba da Segunda Divisão).